# Laubertia
Genre
Laubertia est un genre de plantes à fleurs de la famille des Apocynaceae. Il a été décrit pour la première fois en 1844. Les espèces sont originaires du Mexique, d'Amérique centrale et d'Amérique du Sud,,,.
Le nom de Laubertia a été donné en hommage au pharmacien franco-italien Carlo Lauberg (1732-1834), membre de l'Académie des sciences française et qui a consacré la fin de sa vie à des recherches sur la Quinquina.

## Liste d'espèces
- Laubertia boissieri A. DC.  - Venezuela, Colombie, Équateur, Pérou, Bolivie
- Laubertia contorta (M. Martens & Galeotti) Woodson - Mexique, du Chiapas au nord de l'état de Sinaloa et de San Luis Potosí
- Laubertia peninsularis Woodson - Belize

Selon Catalogue of Life (29 octobre 2018) et The Plant List (29 octobre 2018) :
- Laubertia boissieri A.DC.
- Laubertia contorta (M.Martens & Galeotti) Woodson
- Laubertia peninsularis Woodson

Selon World Checklist of Selected Plant Families (WCSP) (29 octobre 2018) :
- Laubertia boissieri A.DC. (1844)
- Laubertia brasiliensis J.F.Morales (2017)
- Laubertia contorta (M.Martens & Galeotti) Woodson (1938)
- Laubertia peninsularis Woodson (1936)

Selon Tropicos (29 octobre 2018) (Attention liste brute contenant possiblement des synonymes) :
- Laubertia boissieri A. DC.
- Laubertia brasiliensis J.F. Morales
- Laubertia contorta (M. Martens & Galeotti) Woodson
- Laubertia gentlei Lundell
- Laubertia laxiflora Rusby
- Laubertia peninsularis Woodson
- Laubertia pringlei (Greenm.) Woodson
- Laubertia sanctae-martae (Rusby) Woodson
- Laubertia urechites Griseb. ex Miers